# Świątynia Changchun
Świątynia Changchun (chiń. upr. 长椿寺; chiń. trad. 長椿寺; pinyin Chángchūn sì) – świątynia buddyjska w Pekinie, w dzielnicy Xuanwu. Od 2005 roku mieści się w niej muzeum kultury.
Świątynia została wzniesiona w 1592 roku przez matkę cesarza Wanli z dynastii Ming. W 1679 roku budynek uległ poważnym zniszczeniom, które powstały w wyniku trzęsienia ziemi. W połowie rządów dynastii Qing (1644–1911) świątynia zaczęła popadać w ruinę. Obiekt pełnił funkcję m.in. przechowalni trumien. W 1927 roku umieszczono tu trumnę z ciałem współzałożyciela Komunistycznej Partii Chin – Li Dazhao, którą przechowywano w świątyni przez kolejne sześć lat. Po powstaniu Chińskiej Republiki Ludowej w 1949 roku świątynię przekształcono w budynek mieszkalny.
W 2002 roku przeprowadzono renowację, która kosztowała ok. 200 mln juanów. W listopadzie 2005 roku w świątyni otworzono Muzeum Kultury Xuannan.